# Бушар III де Монморанси
Бушар III де Монморанси (фр. Bouchard III de Montmorency; ум. после 1031) — сеньор де Монморанси, д'Экуан, де Марли, де Фейярд, де Шато-Бассет.

## Биографические сведения
Сын Бушара II де Монморанси.
Впервые появляется как свидетель в хартии, выданной королём Робертом II аббатству Сен-Вааст 1 мая 1023. В тот день Бушар участвовал в ассамблее знати, проходившей в Компьене, где кроме него были Бодуэн IV Фландрский, Ричард II Нормандский с братом Робертом, архиепископом Руана, граф Рауль III де Валуа, Гарен, епископ Бове, Фульк I, епископ Амьена, и аббаты Сен-Вааста и Сен-Люсьена. На этой встрече обсуждалось заключение мира между королём и Эдом II де Блуа, а также вопрос о церковной реформе.
Последний раз упоминается в хартии, выданной тем же королём, и подтверждающей дарение, сделанное графом Манассией церкви Нотр-Дам де Шартр 4 февраля 1031. Андре Дюшен ошибочно полагает, что Бушар III был свидетелем грамоты, выданной герцогом Робертом I Бургундским парижскому аббатству Сен-Жермен-де-Пре в 1042 году, но в списке заверивших документ его имени нет.

## Семья
Жена: N
- Тибо де Монморанси (ум. после 1086), сеньор де Монморанси, коннетабль Франции
- Эрве де Монморанси (ум. ок. 1096), сеньор де Монморанси, кравчий Франции
- Жоффруа Богатый (ум. после 1085), основатель линии сеньоров Жизора
- Эд де Монморанси
- N дочь